# Suemus
Genre
Suemus est un genre d'araignées aranéomorphes de la famille des Philodromidae.

## Distribution
Les espèces de ce genre se rencontrent en Afrique subsaharienne et au Viêt Nam.

## Liste des espèces
Selon World Spider Catalog (version 18.0, 28/01/2017) :
- Suemus atomarius Simon, 1895
- Suemus orientalis Simon, 1909
- Suemus punctatus Lawrence, 1938
- Suemus tibelliformis Simon, 1909
- Suemus tibelloides Caporiacco, 1947

## Publication originale
- Simon, 1895 : Descriptions d'arachnides nouveaux de la famille des Thomisidae. Annales de la Société entomologique de Belgique, vol. 39, p. 432-443 (texte intégral).